# Oratorio della Visitazione (Ceriana)
L'oratorio della Visitazione della Beata Vergine Maria è un luogo di culto cattolico situato nel comune di Ceriana, in via Visitazione, in provincia di Imperia.

## Storia e descrizione
Costruito su mura romane nella seconda metà del XV secolo è sede della Confraternita degli Azzurri.
All'interno sono conservati, oltre al pregiato altare del 1760, un gruppo marmoreo della scuola di Anton Maria Maragliano raffigurante la Madonna che abbraccia sant'Elisabetta.
Altri affreschi del 1784 sono presenti lungo le pareti o sul soffitto del tempio religioso.